# スチュアート・ブランド

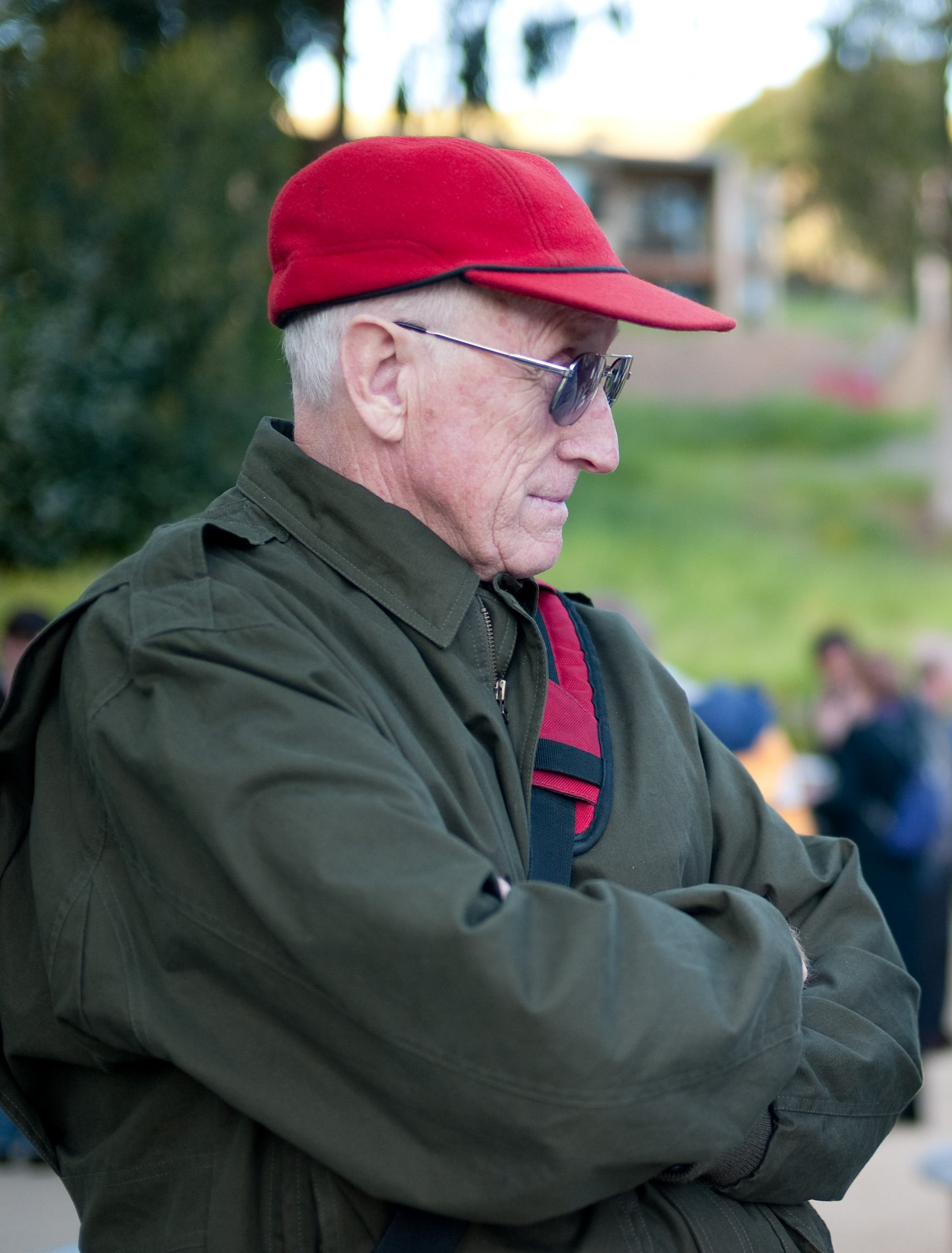
スチュアート・ブランド

スチュアート・ブランド（Stewart Brand、1938年12月14日 - ）はアメリカ合衆国の作家、編集者。

## 経歴など
イリノイ州ロックフォード生まれ。東部のプレップ・スクールを出て、スタンフォード大学を卒業。その後、軍に入隊、二年後に除隊。
1966年に、NASAに対して地球の写真を公開する請求運動を開始。
『全地球カタログ』の編集および制作者としてよく知られている。同誌は、ヒッピー文化を紹介する雑誌であったが、ハッカー文化をも取り上げた。1968年に発行された創刊号の表紙は宇宙に浮かぶ地球の写真。
ブランドは、スタンフォード大学で開催された「第1回銀河系間スペースウォー!・オリンピック」に立ち会った経験をもとに、1972年に『ローリング・ストーン』誌に「スペースウォー! - コンピューターオタクの熱狂的人生と象徴的死」を掲載した。これは、ハッカー精神と反体制文化の繋がりを綴った最初のエッセイであり、テクノロジーに関する画期的な読み物と評価されている。
また、ブランドは、WELLなど多くの良質な組織を設立し続けた。他には、シナリオ・プランニングで有名なピーター・シュワルツと、コンサルティング会社「グローバル・ビジネス・ネットワーク（GBN）」を共同設立した。
現在はロング・ナウ協会（THE LONG NOW-The Long Now Foundation）の代表をしている。ロング・ナウ協会は1996年設立された民間の団体である。「よりゆっくりに、よりよく」という考えを促進するために、今日の「より早く、より簡単に」という考え方に反するようなプロジェクトを行っている。特徴的なのが時間の表し方で、10,000年というスケールを用いているので、たとえば2008年はロング・ナウ的には「02008年」である。あなたの年齢が45歳であるなら、ロング・ナウ的には00045歳である。次の一万年の枠組みにおける我々の責任を創造的に伸ばすことをめざし、さまざまなプロジェクトを行っている。
現在、彼と彼の妻はカリフォルニア湾の引き船に暮らしている。環境運動家であり、原発肯定派である。

## 著作
- 『地球の論点』（英治出版）ISBN 978-4862761057　全米図書賞受賞
- 『メディアラボ―「メディアの未来」を創造する超・頭脳集団の挑戦 』（福武書店）　ISBN 4828811761
- 『How Buildings Learn: What Happens After They're Built』（Penguin Books）ISBN 0140139966